# 第66回天皇賞
1972年11月26日に東京競馬場で開催された第66回天皇賞（秋）について記述する。
※馬齢は全て旧表記にて表記

## レース施行時の状況
この年の秋の天皇賞は、八大競走勝ち馬不在ということもあり混戦が予想された。そのためか、出走頭数15頭という多頭数での開催となった。
出走馬15頭中の1番人気は、阪神3歳ステークス勝ち馬･タイギヨウを兄に持つキームスビィミー。京都記念とハリウッドターフクラブ賞を制した関西馬で、この年の春の天皇賞2着の後押しもあり1番人気に支持された。
2番人気は、前走・目黒記念を制したカツタイコウ。このレースの勝利と鞍上の加賀武見の後押しによっての2番人気である。
3番人気は、前走・目黒記念と前々走・ハリウッドターフクラブ賞を共に1番人気で2着に敗れたタマホープ。このレースの1番人気および2番人気に敗れたとはいえ、鳴尾記念・京都杯を制し菊花賞2着と惜敗しているように、実績面では引けを取らないものとなっていた。
上位3頭は以上の通り。他にもオンワードガイ、殿強襲を得意とするゼンマツ、トウショウボーイの半兄トウショウピットなど、八大競走こそ勝っていないものの、メンバーが揃うレースとなった。

## 出走馬と枠順
- 1枠1番…コーヨー　川上征雄
- 2枠2番…ゼンマツ　吉永正人
- 2枠3番…サンセイソロン　中島啓之
- 3枠4番…オウジャ　古賀正俊
- 3枠5番…パッシングゴール　新田幸春
- 4枠6番…カツタイコウ　加賀武見
- 4枠7番…カヤヌマタイム　矢野照正
- 5枠8番…サクラオンリー　小島太
- 5枠9番…トウショウピット　増沢末夫
- 6枠10番…オンワードガイ　蓑田早人
- 6枠11番…キームスビィミー　小野幸治
- 7枠12番…コンチネンタル　津田昭
- 7枠13番…ヤマニンウェーブ　福永洋一
- 8枠14番…キクノハッピー　森安重勝
- 8枠15番…タマホープ　清水久雄

## レース展開
レースは、スタート直後にオウジャに騎乗する古賀正俊が鞍ズレにより落馬。このアクシデントの中、パッシングゴールは一気にスパートし大逃げを打った。パッシングゴールは重賞2勝馬であるが、勝ったレースは新潟ローカル戦であり、8番人気であった。この大逃げは、思いつきではなく鞍上の新田幸春がレース前から練っていた作戦で、パッシングコールは中盤までに大差をつけて逃げる展開となった。この大逃げを見た7番人気のヤマニンウエーブの鞍上である福永洋一は、残り1000m以上の地点で最後方からロングスパートを仕掛け始めた。
最後の直線に入ってもパッシングゴールは先頭のままで、2番手で追走していたキクノハッピーが、右第1指関節イ開脱臼のために競走中止（その後予後不良）。代わって、人気馬のキームスビィミーとカツタイコウ、そして早仕掛けのヤマニンウエーブがパッシングゴールを捉えに上がってきており、直線での追い比べで逃げ粘りを図るパッシングゴールをヤマニンウエーブがクビ差差し切り優勝。両馬ともにあまり人気はしておらず、同枠の馬がさらに人気薄だったことから、枠連は万馬券と言う大波乱決着となった。2番人気のカツタイコウは3着、1番人気のキームスビィミーは4着であった。
| 着順 | 枠番 | 馬番 | 馬名             | タイム（着差） |
| 1    | 7    | 13   | ヤマニンウエーブ | 3:21.8         |
| 2    | 3    | 5    | パッシングゴール | クビ           |
| 3    | 4    | 6    | カツタイコウ     | １ 1/2         |
| 4    | 6    | 11   | キームスビィミー | クビ           |
| 5    | 5    | 8    | サクラオンリー   | ６             |
| 6    | 5    | 9    | トウショウピット | クビ           |
| 7    | 6    | 10   | オンワードガイ   | ハナ           |
| 8    | 2    | 3    | サンセイソロン   | １ 1/2         |
| 9    | 1    | 1    | コーヨー         | ４             |
| 10   | 2    | 2    | ゼンマツ         | ２             |
| 11   | 4    | 7    | カヤヌマタイム   | 大差           |
| 12   | 8    | 15   | タマホープ       | ４             |
| 中止 | 3    | 4    | オウジャ         | 競走中止       |
| 中止 | 7    | 12   | コンチネンタル   | 競走中止       |
| 中止 | 8    | 14   | キクノハッピー   | 競走中止       |

## 配当金
| 単勝     | 13  | 1,150円  | 7番人気  |
| 複勝     | 13  | 280円    | 4番人気  |
| 複勝     | 05  | 660円    | 9番人気  |
| 複勝     | 06  | 180円    | 2番人気  |
| 連勝複式 | 3-7 | 10,210円 | 22番人気 |